# 馬瑟林鎮區 (密蘇里州林縣)
馬瑟林鎮區（英語：Marceline Township）是位於美國密蘇里州林縣的一個行政鎮區。

## 地方資料
馬瑟林鎮區的面積為79.03平方千米，當中陸地面積為78.00平方千米，而水域面積為1.02平方千米。根據2020年美國人口普查的數據，當地共有人口2603人，而人口密度為每平方千米32.94人。